# Comité Clandestino Revolucionario de los Pobres-Comando Justiciero 28 de Junio
El Comité Clandestino Revolucionario de los Pobres-Comando Justiciero 28 de Junio o más conocido como CJ28 es un grupo guerrillero fundado en julio de 1998 en el estado de Guerrero, en México.
Este grupo toma como inspiración al comandante Lucio Cabañas Barrientos, para según "seguir combatiendo al aparato represor y asesino del Estado burgués" y "aplicar justicia revolucionaria contra los delatores, traidores, torturadores, asaltantes y violadores, y todos los autores intelectuales y materiales de todas la masacres", siendo una de las más influyentes en la creación del grupo, la [[]].

## Historia
El grupo fue fundado oficialmente el 19 de julio de 1998, presentándose públicamente en Aguacatitlán en el Municipio de Teloloapan, región norte del estado, a pesar de que su primer comunicado apareció hasta el 3 de julio del 2002, reivindicando los ideales de Lucio Cabañas y del Partido de los Pobres.
En agosto de 1999 quince hombres uniformados y armados con rifles AK-47 aparecieron el miércoles en la comunidad de El Veladero, en el estado de Guerrero, e instaron a los pobladores a unirse al Comité Clandestino Revolucionario de los Pobres-Comando Justiciero 28 de Junio. A pesar de haber durado un tiempo relativamente largo en la localidad al ser buscados por el ejército estos no fueron encontrados. Además el grupo describió al gobierno de Vicente Fox "que sólo sirve a los intereses de Estados Unidos y no pueden darle un reconocimiento porque es un gobierno represor, no es del pueblo, es empresarial", además de pertenecer a la Coordinadora Guerrillera Nacional José María Morelos y Pavón y una alianza con el grupo Nueva Brigada Campesina de Ajusticiamiento.
En un escrito de febrero de 2001, narran su historia y señalan que existen como agrupación desde mucho tiempo antes y, aunque estuvo ligado al EPR, no son un desprendimiento, ya que no solo nacen en el mismo espacio geográfico y son contemporáneos, sino que en entrevista reconocieron la posibilidad de alianza hasta con el EPR y otros grupos armados de Guerrero, como la NBCA, pero no así con el ERPI. El 31 de mayo de 2001, ya forman parte de la Coordinadora Guerrillera Nacional José María Morelos y Pavón con el ataque al retén policial en Iguala. No se conocen acciones armadas ni políticas fuera de las fronteras del estado de Guerrero.
Si bien la actividad del grupo bajo drásticamente durante el mandato de Felipe Calderón, el grupo siguió publicando comunicados y participando en otros proyectos políticos. Documentos de los órganos de inteligencia civiles y militares del Estado mexicano (elaborados hasta finales del sexenio de Enrique Peña Nieto) admiten la existencia de siete grupos armados en el país incluyendo Ejército Popular Revolucionario, Ejército Revolucionario del Pueblo Insurgente, Fuerzas Armadas Revolucionarias del Pueblo entre otros.

### Comunicados y Reacciones
El grupo se presentó como una escisión del ERPI, del que se separaron por diferencias ideológicas y métodos de lucha, y se volvieron a organizar como Comando Justiciero, con el objetivo de instaurar en el país un gobierno popular y socialista. Además se menciona roses y diferencias muy marcadas con los grupos Tendencia Democrática Revolucionaria-Ejército del Pueblo y Comando Jaramillista Morelense 23 de mayo, especialmente con el actuar de sus militantes. Igualmente mencionan que la fecha 28 de Junio es en conmemoración a las víctimas de la Masacre de Aguas Blancas. 
El 28 de junio del 2011 el grupo amenazó con reabrir el caso de la masacre de Aguas Blancas, sugiriendo retomar la experiencia de los gobiernos democráticos de Cuba y América del Sur, lograron recuperar los restos de combatientes caídos en Bolivia, incluyendo los del Ernesto Che Guevara, mismos que han logrado avanzar mucho en el camino de la su justicia histórica.
A pesar de sus continuas reivindicaciones políticas y sociales no se ha referido hasta el momento el gobierno de Andrés Manuel López Obrador.

### Actividades
El 2 de junio de 2001 la Coordinadora Guerrillera Nacional José María Morelos y Pavón (miembros del EVPR, FARP y el CCRP-CJ28J) dispararon desde un cerro y un terreno baldío hacia una caseta de la Policía Judicial Federal ubicada en la carretera Iguala-Teloloapan, en el municipio de Cocula, sin que se reportasen heridos. No fue hasta el 1 de septiembre del mismo año, que los miembros de la Coordinadora Guerrillera Nacional José María Morelos, detonaron explosivos de bajo poder contra una distribuidora General Motors y a una sucursal McDonald's, ambas en la Ciudad de México causando daños materiales a cristales y algunos automóviles de exhibición.
El 18 de septiembre de 2005, es asesinado Miguel Ángel Mesino Mesino, importante miembro de la Organización Campesina de la Sierra del Sur (OCSS) y exmiembro de la guerrilla, el cual acusaron de extorsionar a comerciantes y campesinos por la guerrilla Comando Popular Revolucionario-La Patria es Primero. El CCRP-CJ28 niega que Miguen Ángel Mesino perteneciera a la guerrilla, enalteciendo su figura como luchador social.